# Wzorzec architektoniczny
Wzorzec architektoniczny (ang. architectural pattern) – uznany i sprawdzony sposób rozwiązania danego problemu z zakresu architektury oprogramowania. Wzorce architektoniczne określają  ogólną strukturę danego systemu informatycznego, elementy z jakich się składa, zakres funkcji realizowany przez dany element jak również zasady komunikacji pomiędzy poszczególnymi elementami.
Koncepcja wzorców architektonicznych jest bardzo podobna do idei wzorców projektowych. Te ostatnie dotyczą problemów z komunikacją, tworzeniem lub organizacją obiektów i klas natomiast pierwsze dotyczą całego systemu informatycznego bądź też jego modułów.

## Wzorce architektoniczne
- Multi tier architecture – architektura wielowarstwowa
- Three tier architecture – architektura trójwarstwowa
- Model-View-Controler (MVC) – Model-Widok-Kontroler
- Presentation-abstraction-control
- Blackboard system
- Service Oriented Architecture (SOA) – Architektura zorientowana na usługi
- peer-to-peer (P2P)
- Implicit invocation – wywołanie niejawne
- Pipeline
- Naked objects
- Entity-component-system